# Myrice cinctata
Myrice cinctata är en fjärilsart som beskrevs av Paul Dognin 1891. Myrice cinctata ingår i släktet Myrice och familjen mätare. Inga underarter finns listade i Catalogue of Life.